# Tararú
El tararú es una de las tradiciones más arraigadas de la Semana Santa en Palencia. El concepto hace referencia a los cofrades y nazarenos que desfilan en las procesiones de Semana Santa. Son las cofradías más numerosas de Palencia (Santo Sepulcro, Vera-Cruz y Nazarenos) las que han conservado durante mucho tiempo este singular instrumento cuyo uso se ha extendido en los últimos años a la práctica totalidad de cofradías capitalinas.

## Características físicas del instrumento
Básicamente el tararú es una corneta alargada que puede alcanzar longitudes considerables (de más de un metro) que recuerda en cierta forma a la imagen tradicional de una trompeta romana o medieval: una embocadura, un cuerpo largo, recto y muy delgado y un pabellón pequeño.
El tararú (fabricado en metal) suele llevar colgado un paño decorado y bordado con los emblemas de la cofradía a la que pertenece.

## Sonido del tararú
Si la apariencia del tararú es singular su sonido aún lo es más. El toque básico del tararú consiste en emitir dos notas graves cortas e inmediatamente una nota dos tonos y medio más aguda que se alargará tanto como el intérprete sea capaz. El sonido de esta última nota, que llega a sobrepasar el medio minuto, debe extinguirse en un breve decrescendo.
En la mayoría de ocasiones el toque que se emite es triple y tiene el siguiente esquema: dos notas graves cortas y una aguda corta, dos notas graves cortas y una aguda corta y por último dos notas graves cortas y la aguda muy larga.

## Uso del tararú
En origen, el tararú se utilizaba para marcar el ritmo de la procesión, cuando había que realizar una parada se tocaba para indicar a los cofrades que debían detenerse y se volvía a tocar para reanudar el paso (para esta misma función se utilizaba y utilizan aún las carracas). Hoy día, a pesar de que su uso sigue siendo el mismo tiene un carácter más estético que funcional extendiéndose su uso para marcar momentos destacados como el saludo entre imágenes o la salida de pasos y procesiones de un templo. 
Otro acto en el que participa este instrumento es la tradicional "llamada de hermanos". El acto consistía en que un grupo de cofrades llamaban en la madrugada a las casas de sus hermanos con una vara, golpeando la puerta al toque del tararú para avisarles de que al día siguiente había procesión. A pesar de que hoy día esa tradición no es necesaria se mantiene por su singularidad y se sigue celebrando cada año.

## Extensión del término
Aunque en principio el término tararú parece ser una onomatopeya del sonido que produce, la acepción, de gran arraigo entre los palentinos, se extiende al propio instrumento y al cofrade que lo toca. Además, del mismo modo que en Andalucía los cofrades reciben el nombre de "nazarenos" y en León "papones", en Palencia se utiliza el mismo término "tararú" para referirse a cualquier cofrade que participa en las procesiones.

## Monumento
En el año 2006 el Ayuntamiento de Palencia, a raíz de la declaración de la Semana Santa de la ciudad como fiesta de Interés Turístico Nacional decidió homenajear a esta celebración con un monumento. Se decidió que constara de dos figuras: un cofrade tocando un tararú y otro llamando con la vara a una hipotética puerta, el monumento representa la llamada de hermanos y está situado en la entrada a la Plaza de San Pablo, una de las más concurridas de la Semana Santa por ser sede de dos importantes cofradías.